# Laurence Rossignol
Laurence Rossignol (ur. 22 grudnia 1957 w La Garenne-Colombes) – francuska polityk, senator, od 2016 do 2017 minister.

## Życiorys
W młodości brała udział w protestach społecznych przeciwko m.in. reformie szkolnictwa wyższego, działała w Rewolucyjnej Lidze Komunistycznej. Studiowała na Université de Bourgogne w Dijon, później uzyskała dyplom DEA na Université de Paris I.
Została członkinią lewicowej organizacji studenckiej UNEF-ID, a także Partii Socjalistycznej. Pracowała jako dziennikarka działu prawnego czasopisma „La Nouvelle Vie ouvrière” wydawanego przez Powszechną Konfederację Pracy. Od 1983 zatrudniona w gabinetach politycznych socjalistycznych ministrów, a także w administracji Zgromadzenia Narodowego. W 1993 została etatową działaczką partyjną w sekretariacie krajowym PS. W latach 1999–2004 wchodziła w skład pełniącej funkcje doradcze Rady Ekonomicznej i Społecznej.
Od 1997 bez powodzenia kilkakrotnie ubiegała się o mandat deputowanej. Od 2001 była radną miejską w Compiègne, a od 1998 wybierana na radną Pikardii. W 2004 została wiceprzewodniczącą rady regionalnej do spraw równouprawnienia i młodzieży. W 2011 wybrana w skład francuskiego Senatu, uzyskiwała reelekcję w 2017 oraz w 2023.
W kwietniu 2014 dołączyła do rządu Manuela Vallsa jako sekretarz stanu ds. kobiet, dzieci, osób starszych i autonomii. Utrzymała to stanowisko również w utworzonym w sierpniu 2014 jego drugim rządzie. W lutym 2016 awansowana na ministra ds. rodziny, dzieci i praw kobiet. Pozostała na tej funkcji również w utworzonym w grudniu 2016 rządzie Bernarda Cazeneuve’a, kończąc urzędowanie wraz z całym gabinetem w maju 2017.